# 魔女の心臓
『魔女の心臓』（まじょのしんぞう）は、matobaによる日本のファンタジー漫画作品。スクウェア・エニックスのウェブコミック配信サイト『ガンガンONLINE』2012年3月1日更新分から2016年1月7日更新分まで毎月第1週木曜更新で連載していた。2012年『月刊少年ガンガン』11月号・2014年『月刊Gファンタジー』9月号に外伝が掲載された。
アオリや単行本のオビでは「ゴシックファンタジー」と謳われた。単行本巻末の『Witch's Backyard』のコーナーでは、各エピソードに登場するキャラクターが、本編をドラマと見立てた撮影のメイキングという設定で描かれている。2015年3月14日には単行本第6巻の発売を記念して、有隣堂ヨドバシAKIBA店にてサイン会とライブドローイングが開催された。

## あらすじ
自らの心臓を失ったために死ねなくなった不死の魔女ミカが、言葉を話すことのできるランタンと共に、心臓を持ち去った双子の妹ニナを探し旅をする物語。

## 登場人物
ミカ
主人公。「境界（あわい）の魔女」と呼ばれている。自らの心臓とそれを持ち去った双子の妹を探し500年もの間旅を続ける、不老不死の少女。アルコールに非常に弱い。
ルミエール
ミカとともに旅を続ける、言葉を話すことのできるランタン。本性は竜だが人間の姿を取ることもある。ミカを姐さんと慕う。
リツカ
ミカとルミエールが旅の途中で出会った鼠。元は人間だが、魔法の影響により満月の時しか元に戻れない。
魔法使いの弟子だったが魔法を覚えるのは絶望的な才能である。
カレン
第1話『深雪（みゆき）の森』に登場する少女。奉公の年季が明けて故郷へ帰ろうとしていたところ、“魔女”の噂に乗じて強盗殺人をしているシスターに襲われて殺される。
ケーナ
第2話『水車の邑（むら）』に登場。横暴な女領主によって水門を止められたため、作物が作れず、貧困に陥っている村に住む少女。お金欲しさのため、ミカのランタン（ルミエール）を女領主に売ってしまう。
ミシェル
第3話『君想う謌（うた）』に登場。60年前にミカと数日間だけ一緒に旅をしたことがある女性。旅一座の元締めで、昔は亜麻色の髪をした歌い手だった。孫娘の名前はサッシェで、現在の歌い手。
リュリュ
第4話『岸崖（がいがん）の花』に登場。頭に死生花という花を咲かせている女性。ミルク売りの子で、数年前の土砂崩れに巻き込まれたところをユーリに助けられた。
ヴィオティーテ
とある国の王女。14歳。湿地が多く陽当たりの良くない国で貧乏なため、産業を探して旅をしている。武器は葦を刈るための葦苅鎌。
オーギュスト
ヴィオティーテに仕える騎士。
ニコラ
第6～8話『湖（あわうみ）の乙女』に登場。500年もの間、密かに人魚を保護し、生きながらえさせている教会に使える聖者。自らの命と引き換えにしてでも人魚を助けようとする。
ブランシェット
第9話『傍らの狼』に登場。コニーの姉。森で狼に襲われそうになったところをルー・ガルー（人狼）に助けられ、そのままルー・ガルーと一緒に暮らしている。料理の味付けは個性的。
マリー
第10話『雨やさめ』に登場。とある街の路地裏生まれの少女。花売り。街の住人は町から出ることが許されていないにも関わらず、外に出ようとして死刑にあう。

## 書誌情報
- matoba『魔女の心臓』スクウェア・エニックス〈ガンガンコミックスONLINE〉、全8巻
  1. 2012年10月22日発売、ISBN 978-4-7575-3734-7
  2. 2013年4月22日発売、ISBN 978-4-7575-3900-6
  3. 2013年10月22日発売、ISBN 978-4-7575-4090-3
  4. 2014年4月22日発売、ISBN 978-4-7575-4279-2
  5. 2014年10月22日発売、ISBN 978-4-7575-4391-1
  6. 2015年2月22日発売、ISBN 978-4-7575-4556-4
  7. 2015年8月22日発売、ISBN 978-4-7575-4715-5
  8. 2016年3月12日発売、ISBN 978-4-7575-4903-6